# Hans van der Lans
Hans Eric van der Lans (1948) is een Nederlands bioloog, natuurbeschermer en bosbouwer. Van der Lans is bekend van zijn inzet voor een nieuwe vorm van ecologisch bosbeheer in Nederland.

## Levensloop
Na het Rotterdams Gymnasium doorlopen te hebben, begon Van der Lans in 1966 met de studie biologie aan de Rijksuniversiteit Groningen. In 1976 studeerde hij af op zijn onderzoek naar Nederlands oerwoud met het verslag "Over zomergroene loofoerwouden van het Nederlandse klimaatgebied."
Hij werkte als docent Biologie bij het Praedinius Gymnasium te Groningen, en als medewerker ecologie bij de provincie Noord-Holland.
Daarnaast was hij (mede)oprichter en bestuurslid van Stichting Kritisch Bosbeheer (vanaf 1976) en Vrijwillig Bosbeheer Noord-Nederland (1978). In 1978 richtte hij adviesbureau voor natuurbeheer en -ontwikkeling Ecoplan Natuurbeheer op.
Vanaf 1975 was Van der Lans voorzitter van de Stichting ANO Fundatie voor Welzijn en Wetenschap, die initiatieven ondersteunt op het gebied van natuur, milieu en duurzaamheid. Van 1999 tot 2011 was hij deel van de steunfractie van D66 in de Gemeente Assen.
In 2019 is Van der Lans een organisatie gestart die cursussen faciliteert in ecologie met als doel om ecosystemen te verbeteren

## Bosbeheer

### Visie: 'Natuurlijker' bosbeheer
Van der Lans was in de jaren 70 een van degenen die aan de wieg stonden van een nieuwe aanpak van het Nederlandse bosbeheer. Op grond van zijn onderzoek naar hoe het oorspronkelijke bos in Nederland, zette hij zich in voor een ander, 'natuurlijker', bosbeheer in Nederland, samen met onder meer de bioloog Harm van de Veen.
Van der Lans' streven was meer gevarieerde bossen bestaande uit bomen van verschillende leeftijden en met verschillende boomsoorten. Het doel was behalve een grotere mate van natuurlijkheid ook een grote biodiversiteit. Economische activiteiten in bossen wilde hij weren, en daarentegen bepaalde natuurlijke processen zoals begrazing, afbraak door schimmels en successie stimuleren.

### Organisatie: Kritisch Bosbeheer
Van der Lans kritiseerde met organisaties zoals Stichting Kritisch Bosbeheer (SKB) het beleid en beheer door bosbouwers en natuurbeschermers en ontwikkelde hiervoor alternatieven. Vanaf 1977 zijn door hen in vakkringen en daarbuiten tal van discussies en bijeenkomsten geïniteerd. De vaak felle discussies vonden plaats binnen instanties als Natuurmonumenten en Staatsbosbeheer, binnen de Bosbouwkundige kring en in bladen als Natuur & Milieu en het Nederlands Bosbouw Tijdschrift. Daarnaast vond het debat plaats in populaire media. Later richtte de stichting zich op het veiligstellen of ruimte geven aan wildernis,

### Praktijk: kappen en fokken
Van der Lans richtte zich op verschillende manieren op praktisch werk. Hij verrichtte bosbeheer, ontwierp natuurlijke parken en fokte grote grazers, zoals runder- (o.a. ecolanders), geiten- en schapenrassen. Voor belangstellenden waaronder beleidsambtenaren en politici organiserde Van der Lans met de Stichting Kritisch Bosbeheer sinds de jaren zeventig excursies naar zogenaamde 'referentiegebieden'. In deze bos- en natuurgebieden, zoals het Borkener Paradies, Hasbruch en Białowieża, kon gezien worden hoe een min of meer oorspronkelijk bos eruitziet.
In 1978 richtte Van der Lans een adviesbureau op voor het praktische werk.
Hij was tevens betrokken bij herintroductieprogramma's voor het korhoen voor de Veluwe.

## Invloed
De visie van Van der Lans en de SKB leidde tot grote weerstand onder bosbeheerders en natuurbeschermers. Toch heeft deze zijn weerslag gehad op het bosbeheer in Nederland., Ook drong deze door in discussies over natuurontwikkeling en wildernis, waarin ecologen als Frans Vera een nauw verwante opvatting vertolkten.

## Publicaties
Boeken en rapporten
- Cosijn, R. & L. Berris & fotografie door Lans, H.E. van der, Sprokkelen of houtroof : mogelijkheden voor publiekrechtelijke regeling. Stichting Kritisch Bosbeheer. Utrecht, 1982
- Cosijn E. & Cornelis P & Lans, H.E. van der e.a. Houtteler bemoei je er niet mee.... Landelijke werkgroep Kritisch bosbeheer. Ede, 1980
- Cosijn, R., C. Hendrikse, H. van der Lans,  Het natuurtechnisch beheer van de Amerikaanse vogelkers: De Amerikaanse vogelkers in de Nederlandse bossen. Stichting Kritisch Bosbeheer. Utrecht, 1983.
- Hees W. van Lans, H.E. van der, Natuurspeelbossen : recreatief groen voor stadskinderen. Stichting ANO Fundatie voor Welzijn & Wetenschap. Rhee, 1997
- Hendrikse, C.J. & Lans, H.E. van der, Vijf jaar vrijwillig natuurtechnisch bosbeheer : verslag van de voorgeschiedenis, visies, werkzaamheden en toekomstplannen van de Stichting Vrijwilig Bosbeheer Noord Nederland over de periode 1978-1983. Stichting Vrijwillig Bosbeheer Noord Nederland. Groningen, 1982
- Kleyn, K.P. & Lans, H.E. van der, Natuurbos, productiebos : tussen ecologische wenselijkheid en economische werkelijkheid Stichting Mondiaal Alternatief. Zandvoort, 1982
- Lans. H.E.van der, Over zomergroene loofoerwouden van het Nederlandse klimaatgebied. Subfaculteit Biologie (RUG), Haren, 1976.
- Lans, H.E. van der, Interessante bossen in Nederland en oerwoudresten van Europa: een beknopte beschrijving. Landelijke Werkgroep Kritisch Bosbeheer. Ede, 1978.
- Lans, H.E.van der en G. Poortinga, Natuurbos in Nederland - een uitdaging. Instituut voor Natuurbeschermingseducatie. Amsterdam, 1986.
- Lans, H.E. van der e.a. Ontwikkelings en Beheersvisie voor het Meinweggebied, St. Ecoplan, Biologisch Adviesbureau/IVM, 1986.
- [Hans van der Lans e.a.] Natuurbos in Nederland? De noodsituatie in ons bos. Landelijke Werkgroep Kritisch Bosbeheer. Amsterdam, 1987.
- Lans, H.E van der, Voorstel speelvoorzieningen natuurpark "de Noorderriet" Kommerzijl. Ecoplan Natuurontwikkeling. Groningen, 1996
- Lans, H.E. van der, Natuurspeelbossen: Recreatief groen voor stadskinderen. Rhee: Stichting ANO Fundatie, 1998.
- Lans, H.E. van der, Tonckens, J., van der Ziel, C. Evaluatie Soortbeschermingsplan Korhoen. Ecoplan Natuurontwikkeling, Rhee, 2001.

Artikelen, een selectie
- Cosijn, R. en H. van der Lans (1978) "Bossen, bosbouw en natuurbeheer." Nederlands Bosbouw Tijdschrift 50(1978)1/2, 13-21
- Ziel C.E. van der & Lans H.E. van der. "Plan van Aanpak herintroductie van het Korhoen in Brabant." LIMOSA 78 (1), 2004. 44

- Nederlandse Thesaurus van Auteursnamen: 072808926
- Virtual International Authority File: 285071714
- WorldCat: E39PBJycRw9JMhy9yqBrR4Gj4q